# Finlandia na Zimowych Igrzyskach Paraolimpijskich 1994
Finlandię na Zimowych Igrzyskach Paraolimpijskich w 1994 roku reprezentowało 18 zawodników (15 mężczyzn i 3 kobiety) w 3 dyscyplinach. Zdobyli oni łącznie 24 medali (w tym 7 złotych), plasując swój kraj na 7. miejscu w klasyfikacji medalowej.
Był to szósty występ Finlandii na zimowych igrzyskach paraolimpijskich.

## Medaliści

### Złote Medale
| Zawodnik          | Dyscyplina        | Konkurencja                                      |
| ----------------- | ----------------- | ------------------------------------------------ |
| Jouko Grip        | Biegi narciarskie | Bieg na 5 km techniką klasyczną mężczyzn (LW6/8) |
| Kari Joki-Erkkila | Biegi narciarskie | Bieg na 5 km mężczyzn (LW11)                     |
| Kari Joki-Erkkila | Biegi narciarskie | Bieg na 10 km mężczyzn (LW11)                    |
| Tanja Tervonen    | Biegi narciarskie | Bieg na 5 km techniką dowolną kobiet (LW6/8/9)   |
| Tanja Tervonen    | Biegi narciarskie | Bieg na 5 km techniką klasyczną kobiet (LW6/8/9) |
| Kaija Tuikkanen   | Biegi narciarskie | Bieg na 5 km techniką dowolną kobiet (B3)        |
| Kaija Tuikkanen   | Biegi narciarskie | Bieg na 10 km techniką klasyczną kobiet (B3)     |

### Srebrne Medale
| Zawodnik                                     | Dyscyplina        | Konkurencja                                       |
| -------------------------------------------- | ----------------- | ------------------------------------------------- |
| Jouko Grip                                   | Biegi narciarskie | Bieg na 20 km techniką klasyczną mężczyzn (LW6/8) |
| Sisko Kiiski                                 | Biegi narciarskie | Bieg na 5 km techniką klasyczną kobiet (B3)       |
| Timo Kalevi Lahtinen                         | Biegi narciarskie | Bieg na 20 km techniką klasyczną mężczyzn (B2)    |
| Teuvo Ojala                                  | Biegi narciarskie | Bieg na 5 km mężczyzn (LW11)                      |
| Tanja Tervonen                               | Biegi narciarskie | Bieg na 10 km techniką klasyczną kobiet (LW6/8/9) |
| Kari Joki-Erkkila Teuvo Ojala Raimo Peltonen | Biegi narciarskie | Sztafeta 3x2,5 km mężczyzn (LW10-11)              |

### Brązowe Medale
| Zawodnik             | Dyscyplina        | Konkurencja                                        |
| -------------------- | ----------------- | -------------------------------------------------- |
| Seppo Jönsuu         | Biegi narciarskie | Bieg na 5 km mężczyzn (LW11)                       |
| Kari Joki-Erkkila    | Biegi narciarskie | Bieg na 15 km mężczyzn (LW11)                      |
| Samuli Kämi          | Biegi narciarskie | Bieg na 5 km techniką klasyczną mężczyzn (LW2/3/9) |
| Sisko Kiiski         | Biegi narciarskie | Bieg na 10 km techniką klasyczną kobiet (B3)       |
| Timo Kalevi Lahtinen | Biegi narciarskie | Bieg na 5 km techniką klasyczną mężczyzn (B2)      |
| Rauno Miettinen      | Biegi narciarskie | Bieg na 5 km techniką klasyczną mężczyzn (LW6/8)   |
| Teuvo Ojala          | Biathlon          | Bieg na 7,5 km mężczyzn (LW11)                     |
| Teuvo Ojala          | Biegi narciarskie | Bieg na 5 km mężczyzn (LW11)                       |
| Kalervo Pieksämäki   | Biegi narciarskie | Bieg na 10 km techniką dowolną mężczyzn (LW4)      |
| Kalervo Pieksämäki   | Biegi narciarskie | Bieg na 20 km techniką klasyczną mężczyzn (LW4)    |
| Kaija Tuikkanen      | Biegi narciarskie | Bieg na 5 km techniką klasyczną kobiet (B3)        |

## Wyniki zawodników

### Biathlon
Objaśnienie kategorii: 
- LW4 – osoby stojące; po amputacji kończyny dolnej poniżej kolana
- LW5/7 – osoby stojące; po amputacji obu kończyn górnych
- LW6/8 – osoby stojące; po amputacji kończyny górnej
- LW10 – osoby siedzące; paraliż z częściowym lub całkowitym brakiem równowagi w siedzeniu
- LW11 – osoby siedzące; paraliż z dobrze funkcjonującą równowagą w siedzeniu
- B1 – osoby niewidome
- B2 – osoby z funkcjonującym wzrokiem na poziomie 3-5%
- B3 – osoby z funkcjonującym wzrokiem poniżej poziomu 10%

#### Osoby stojące i siedzące

##### Mężczyźni
| Zawodnik           | Konkurencja            | Czas rzeczywisty | Ilość pudeł | Przelicznik czasu | Czas końcowy | Pozycja | Źródło |
| ------------------ | ---------------------- | ---------------- | ----------- | ----------------- | ------------ | ------- | ------ |
| Kalervo Pieksämäki | Bieg na 7,5 km (LW4)   | 27:30.0          | 0           | 0,97              | 26:40.5      | 4.      | [ 3 ]  |
| Jouko Grip         | Bieg na 7,5 km (LW5-8) | 29:24.2          | 2           | 0,95              | 28:01.9      | 8.      | [ 4 ]  |
| Heikki Miettinen   | Bieg na 7,5 km (LW5-8) | 32:06.5          | 4           | 0,95              | 30:42.1      | 17.     | [ 4 ]  |
| Arto Tauriainen    | Bieg na 7,5 km (LW5-8) | 32:37.7          | 2           | 0,95              | 31:05.8      | 18.     | [ 4 ]  |
| Raimo Peltonen     | Bieg na 7,5 km (LW10)  | 47:18.6          | 5           | 0,90              | 43:04.7      | 7.      | [ 5 ]  |
| Teuvo Ojala        | Bieg na 7,5 km (LW11)  | 38:29.2          | 2           | 0,95              | 36:39.7      | brąz    | [ 6 ]  |
| Seppo Jönsuu       | Bieg na 7,5 km (LW11)  | DNS              | DNS         | DNS               | DNS          | DNS     | [ 6 ]  |

#### Osoby niewidome i niedowidzące

##### Mężczyźni
| Zawodnik    | Konkurencja         | Czas rzeczywisty | Ilość pudeł | Przelicznik czasu | Czas końcowy | Pozycja | Źródło |
| ----------- | ------------------- | ---------------- | ----------- | ----------------- | ------------ | ------- | ------ |
| Ismo Alanko | Bieg na 7,5 km (B2) | 33:47.3          | 6           | 1,00              | 33:47.3      | 8.      | [ 7 ]  |

##### Kobiety
| Zawodniczka     | Konkurencja           | Czas rzeczywisty | Ilość pudeł | Przelicznik czasu | Czas końcowy | Pozycja | Źródło |
| --------------- | --------------------- | ---------------- | ----------- | ----------------- | ------------ | ------- | ------ |
| Kaija Tuikkanen | Bieg na 7,5 km (B1-3) | 36:24.8          | 10          | 1,00              | 36:24.8      | 5.      | [ 8 ]  |

### Biegi narciarskie
Objaśnienie kategorii:
- LW2 – osoby stojące; po amputacji kończyny dolnej powyżej kolana
- LW3 – osoby stojące; po amputacji obu kóończyn dolnych poniżej kolana, z łagodnym porażeniem mózgowym lub po częściowej amputacji
- LW4 – osoby stojące; po amputacji kończyny dolnej poniżej kolana
- LW5/7 – osoby stojące; po amputacji obu kończyn górnych
- LW6/8 – osoby stojące; po amputacji kończyny górnej
- LW9 – osoby stojące; po częściowej lub całkowitej amputacji jednej kończyny górnej i jednej dolnej
- LW10 – osoby siedzące; paraliż z częściowym lub całkowitym brakiem równowagi w siedzeniu
- LW11 – osoby siedzące; paraliż z prawidłowo funkcjonującą równowagą w siedzeniu
- B1 – osoby niewidome
- B2 – osoby z funkcjonującym wzrokiem na poziomie 3-5%
- B3 – osoby z funkcjonującym wzrokiem poniżej poziomu 10%

#### Osoby stojące i siedzące

##### Mężczyźni
| Zawodnik           | Konkurencja                                | Czas rzeczywisty | Przelicznik czasu | Czas końcowy | Pozycja | Źródło |
| ------------------ | ------------------------------------------ | ---------------- | ----------------- | ------------ | ------- | ------ |
| Kalervo Pieksämäki | Bieg na 5 km techniką klasyczną (LW4)      | 14:53.6          | 0,97              | 14:26.7      | 4.      | [ 9 ]  |
| Pauli Mölsä        | Bieg na 5 km techniką klasyczną (LW5/7)    | 20:15.0          | 0,77              | 15:35.5      | 4.      | [ 10 ] |
| Jouko Grip         | Bieg na 5 km techniką klasyczną (LW6/8)    | 15:09.0          | 0,92              | 13:56.2      | złoto   | [ 11 ] |
| Rauno Miettinen    | Bieg na 5 km techniką klasyczną (LW6/8)    | 15:39.0          | 0,92              | 14:23.8      | brąz    | [ 11 ] |
| Arto Tauriainen    | Bieg na 5 km techniką klasyczną (LW6/8)    | 16:13.4          | 0,92              | 14:55.5      | 7.      | [ 11 ] |
| Samuli Kämi        | Bieg na 5 km techniką klasyczną (LW2/3/9)  | 16:29.9          | 0,92              | 15:10.7      | brąz    | [ 12 ] |
| Raimo Peltonen     | Bieg na 5 km (LW10)                        | 19:58.0          | 0,90              | 17:58.2      | 7.      | [ 13 ] |
| Kari Joki-Erkkila  | Bieg na 5 km (LW11)                        | 16:00.2          | 0,95              | 15:12.1      | złoto   | [ 14 ] |
| Teuvo Ojala        | Bieg na 5 km (LW11)                        | 16:40.6          | 0,95              | 15:50.5      | srebro  | [ 14 ] |
| Seppo Jönsuu       | Bieg na 5 km (LW11)                        | 16:41.5          | 0,95              | 15:51.4      | brąz    | [ 14 ] |
| Kalervo Pieksämäki | Bieg na 10 km techniką dowolną (LW4)       | 28:08.8          | 0,97              | 27:18.1      | brąz    | [ 15 ] |
| Pauli Mölsä        | Bieg na 10 km techniką dowolną (LW5/7)     | 37:23.3          | 0,90              | 33:38.9      | 7.      | [ 16 ] |
| Jouko Grip         | Bieg na 10 km techniką dowolną (LW6/8)     | 28:08.0          | 0,95              | 26:43.6      | 5.      | [ 17 ] |
| Heikki Miettinen   | Bieg na 10 km techniką dowolną (LW6/8)     | 29:57.6          | 0,95              | 28:27.7      | 7.      | [ 17 ] |
| Arto Tauriainen    | Bieg na 10 km techniką dowolną (LW6/8)     | 33:20.0          | 0,95              | 31:40.0      | 15.     | [ 17 ] |
| Samuli Kämi        | Bieg na 10 km techniką dowolną (LW2/3/9)   | 34:06.9          | 0,87              | 29:40.8      | 5.      | [ 18 ] |
| Raimo Peltonen     | Bieg na 10 km (LW10)                       | 35:25.4          | 0,90              | 31:52.8      | 7.      | [ 19 ] |
| Kari Joki-Erkkila  | Bieg na 10 km (LW11)                       | 29:04.5          | 0,95              | 27:37.2      | złoto   | [ 20 ] |
| Teuvo Ojala        | Bieg na 10 km (LW11)                       | 30:01.6          | 0,95              | 28:31.5      | brąz    | [ 20 ] |
| Kalervo Pieksämäki | Bieg na 20 km techniką klasyczną (LW4)     | 56:44.7          | 0,97              | 55:02.5      | brąz    | [ 21 ] |
| Pauli Mölsä        | Bieg na 20 km techniką klasyczną (LW5/7)   | 1:21:08.4        | 0,77              | 1:02:28.6    | 4.      | [ 22 ] |
| Jouko Grip         | Bieg na 20 km techniką klasyczną (LW6/8)   | 58:39.1          | 0,92              | 53:57.5      | srebro  | [ 23 ] |
| Heikki Miettinen   | Bieg na 20 km techniką klasyczną (LW6/8)   | 1:02:35.9        | 0,92              | 57:35.4      | 4.      | [ 23 ] |
| Arto Tauriainen    | Bieg na 20 km techniką klasyczną (LW6/8)   | 1:04:38.5        | 0,92              | 59:28.2      | 5.      | [ 23 ] |
| Samuli Kämi        | Bieg na 20 km techniką klasyczną (LW2/3/9) | 1:06:09.9        | 0,92              | 1:00:52.3    |         | [ 24 ] |
| Raimo Peltonen     | Bieg na 15 km (LW10)                       | DNS              | DNS               | DNS          | DNS     | [ 25 ] |
| Kari Joki-Erkkila  | Bieg na 15 km (LW11)                       | 40:46.0          | 0,95              | 38:43.7      | brąz    | [ 26 ] |
| Teuvo Ojala        | Bieg na 15 km (LW11)                       | 42:05.3          | 0,95              | 39:59.0      | 4.      | [ 26 ] |
| Seppo Jönsuu       | Bieg na 15 km (LW11)                       | 43:10.6          | 0,95              | 41:01.0      | 5.      | [ 26 ] |

##### Kobiety
| Zawodniczka    | Konkurencja                                | Czas rzeczywisty | Przelicznik czasu | Czas końcowy | Pozycja | Źródło |
| -------------- | ------------------------------------------ | ---------------- | ----------------- | ------------ | ------- | ------ |
| Tanja Tervonen | Bieg na 5 km techniką klasyczną (LW6/8/9)  | 17:16.1          | 0,92              | 15:53.2      | złoto   | [ 27 ] |
| Tanja Tervonen | Bieg na 5 km techniką dowolną (LW6/8/9)    | 14:05.6          | 0,95              | 13:23.3      | złoto   | [ 28 ] |
| Tanja Tervonen | Bieg na 10 km techniką klasyczną (LW6/8/9) | 50:34.2          | 0,92              | 46:31.4      | srebro  | [ 29 ] |

#### Osoby niewidome i niedowidzące

##### Mężczyźni
| Zawodnik             | Konkurencja                           | Czas rzeczywisty | Przelicznik czasu | Czas końcowy | Pozycja | Źródło |
| -------------------- | ------------------------------------- | ---------------- | ----------------- | ------------ | ------- | ------ |
| Timo Kalevi Lahtinen | Bieg na 5 km techniką klasyczną (B2)  | 15:09.9          | 1,00              | 15:09.9      | brąz    | [ 30 ] |
| Ismo Alanko          | Bieg na 5 km techniką klasyczną (B2)  | 17:20.8          | 1,00              | 17:20.8      | 12.     | [ 30 ] |
| Timo Kalevi Lahtinen | Bieg na 10 km techniką dowolną (B2)   | 28:40.5          | 1,00              | 28:40.5      | 7.      | [ 31 ] |
| Ismo Alanko          | Bieg na 10 km techniką dowolną (B2)   | 31:16.0          | 1,00              | 31:16.0      | 12.     | [ 31 ] |
| Timo Kalevi Lahtinen | Bieg na 20 km techniką klasyczną (B2) | 57:30.3          | 1,00              | 57:30.3      | srebro  | [ 32 ] |
| Ismo Alanko          | Bieg na 20 km techniką klasyczną (B2) | 1:03:39.5        | 1,00              | 1:03:39.5    | 8.      | [ 32 ] |

##### Kobiety
| Zawodniczka     | Konkurencja                           | Czas rzeczywisty | Przelicznik czasu | Czas końcowy | Pozycja | Źródło |
| --------------- | ------------------------------------- | ---------------- | ----------------- | ------------ | ------- | ------ |
| Sisko Kiiski    | Bieg na 5 km techniką klasyczną (B3)  | 18:04.6          | 1,00              | 18:04.6      | srebro  | [ 33 ] |
| Kaija Tuikkanen | Bieg na 5 km techniką klasyczną (B3)  | 18:10.2          | 1,00              | 18:10.2      | brąz    | [ 33 ] |
| Kaija Tuikkanen | Bieg na 5 km techniką dowolną (B3)    | 16:12.5          | 1,00              | 16:12.5      | złoto   | [ 34 ] |
| Sisko Kiiski    | Bieg na 5 km techniką dowolną (B3)    | 16:55.5          | 1,00              | 16:55.5      | 4.      | [ 34 ] |
| Kaija Tuikkanen | Bieg na 10 km techniką klasyczną (B3) | 49:35.4          | 1,00              | 49:35.4      | złoto   | [ 35 ] |
| Sisko Kiiski    | Bieg na 10 km techniką klasyczną (B3) | 51:17.2          | 1,00              | 51:17.2      | brąz    | [ 35 ] |

#### Sztafety
| Zawodnicy                                                      | Konkurencja                            | Czas    | Pozycja | Źródło |
| -------------------------------------------------------------- | -------------------------------------- | ------- | ------- | ------ |
| Jouko Grip Timo Kalevi Lahtinen Pauli Mölsä Kalervo Pieksämäki | Sztafeta 4x5 km mężczyzn (LW2-9, B1-3) | 54:55.9 | 4.      | [ 36 ] |
| Kari Joki-Erkkila Teuvo Ojala Raimo Peltonen                   | Sztafeta 3x2,5 km mężczyzn (LW10-11)   | 26:45.5 | srebro  | [ 37 ] |

### Narciarstwo alpejskie
Objaśnienie kategorii
- LW2 – osoby stojące; po amputacji kończyny dolnej powyżej kolana
- LWX – osoby siedzące; paraliż z częściowym lub całkowitym brakiem równowagi w siedzeniu

#### Mężczyźni
| Zawodnik         | Konkurencja         | Czas    | Pozycja | Źródło |
| ---------------- | ------------------- | ------- | ------- | ------ |
| Markku Mikkonen  | Slalom (LW2)        | 1:43.25 | 9.      | [ 38 ] |
| Markku Mikkonen  | Slalom Gigant (LW2) | DNF     | DNF     | [ 39 ] |
| Markku Mikkonen  | Supergigant (LW2)   | DNF     | DNF     | [ 40 ] |
| Lauri Louhivirta | Slalom (LWX)        | DNF     | DNF     | [ 41 ] |
| Lauri Louhivirta | Slalom Gigant (LWX) | DNF     | DNF     | [ 42 ] |
| Lauri Louhivirta | Supergigant (LWX)   | 2:00.57 | 6.      | [ 43 ] |